# Knaagdieren
De knaagdieren (Rodentia) vormen een soortenrijke orde van de zoogdieren (Mammalia). Ze komen, behalve op Antarctica, voor op alle continenten in verscheidene leefgebieden, zowel in bomen, onder de grond als in zoet water. De knaagdieren vormen de grootste groep binnen de zoogdieren; bijna veertig procent van alle zoogdiersoorten behoort tot deze orde.
De meeste knaagdieren zijn kleine, robuuste dieren met korte ledematen en een lange staart. Alle soorten kenmerken zich door de goed ontwikkelde snijtanden. Ze gebruiken deze scherpe tanden om voedsel te knagen, holen op te graven en zichzelf te verdedigen. De meeste knaagdieren leven van zaden of ander plantaardig materiaal, maar sommige hebben een meer gevarieerd dieet. Over het algemeen zijn het sociale dieren die complexe manieren hebben ontwikkeld om met elkaar te communiceren.
Knaagdieren hebben een belangrijke relatie tot de mens: ze zijn bijvoorbeeld gebruikt als voedsel, voor kleding, als huisdier en als proefdier in onderzoek. Sommige soorten, met name de bruine rat, de zwarte rat en de huismuis, hebben zich aan het stadsleven aangepast en vormen ongedierte. Soorten die onbedoeld geïntroduceerd zijn worden vaak als invasief beschouwd.

## Anatomie
Knaagdieren worden gekenmerkt door hun bijzondere gebit. Zij bezitten vier grote, op beitels gelijkende, snijtanden, twee in de bovenkaak en twee daar tegenover in de onderkaak. Deze tanden hebben aan de voorkant een harde glazuurlaag en groeien levenslang door. Doordat de tanden tijdens het knagen over elkaar heen worden bewogen slijten ze af en blijven ze tegelijkertijd scherp.
Over het algemeen zijn knaagdieren vrij klein. Het grootste knaagdier is de capibara uit Zuid-Amerika, die minstens veertig kilogram kan wegen. Fossiele soorten werden nog groter. Castoroides, een uitgestorven bever, woog zo'n 200 kilogram en werd zo groot als een hedendaagse beer. Het kleinste knaagdier in Europa is de dwergmuis.

## Habitat en leefwijze
De meeste knaagdieren zijn hoofdzakelijk in de nacht of in de schemering actief, maar toch zijn er ook overdag veel soorten aan te treffen. Knaagdieren leven alleen of in groepen, die bij de naakte molrat wel uit meer dan 100 dieren kunnen bestaan. De naakte molrat en Fukomys damarensis zijn de enige twee zoogdieren waarvan bekend is dat ze eusociaal zijn.
Soorten die in koude gebieden leven, zoals slaapmuizen, houden in de winter een winterslaap. Andere soorten, zoals de rode eekhoorn legt een voedselvoorraad aan zodat in de winter voldoende voedsel aanwezig is. Er zijn ook knaagdieren die 's winters naar warmere oorden trekken, bijvoorbeeld de lemmingen.
De meeste knaagdieren zijn herbivoor, maar er zijn ook insectenetende en omnivore soorten. De meeste soorten leven van zaden.

## Taxonomie
De taxonomische positie van de knaagdieren binnen de placentadieren is lang onduidelijk geweest. Het gezaghebbende werk van McKenna & Bell (1997) plaatste hen in de groep Anagalida, die naast de knaagdieren ook de haasachtigen (Lagomorpha), de springspitsmuizen (Macroscelidea) en de fossiele Anagaloidea omvatte. Die groep was verwant aan de Archonta, die onder andere de primaten en vleermuizen omvatte. Verschillende recente DNA-onderzoeken gaven echter te zien dat de springspitsmuizen niet zozeer verwant zijn aan de knaagdieren, als wel aan een groep Afrikaanse zoogdieren, de Afrotheria. De verwantschap tussen de Archonta en de Glires bleef bestaan, hoewel de vleermuizen naar de Laurasiatheria werden verplaatst. Ook werd de naam van de Archonta gewijzigd in Euarchonta. De Euarchonta en Glires vormen samen de Euarchontoglires, een van de vier of vijf hoofdgroepen binnen de placentadieren die de moleculaire onderzoeken lieten zien.
De knaagdieren zijn dus vrij nauw verwant aan mensen. Dit is goed nieuws voor onderzoekers die muizen en ratten gebruiken voor farmaceutisch onderzoek, omdat de biochemische verschillen in het algemeen des te kleiner zijn naarmate de desbetreffende soorten meer aan elkaar verwant zijn.
Er zijn verschillende indelingen waarin de knaagdieren kunnen worden onderverdeeld. Een belangrijk onderscheidend kenmerk is de bouw van de kaakspieren:
- Bij het hystricomorfe type reikt de onderste kauwspier (musculus masseter inferior) tot voor de ogen en is de slaapspier (musculus temporalis) klein.
  - Tot dit type behoren de leden van de onderordes Hystricomorpha, het geslacht Graphiurus uit de slaapmuizen, en de families jerboa's en springhazen.
- Bij het sciuromorfe type is de slaapspier klein en reikt de onderste kauwspier tot ver achter de ogen. De bovenste kauwspier (musculus masseter superior) reikt echter tot voor de ogen.
  - Tot dit type behoren de families stompstaarteekhoorns, eekhoorns, bevers, stekelstaarteekhoorns, goffers en wangzakmuizen.
- Bij het myomorfe type is de slaapspier groot en reikt de onderste kauwspier tot voor de ogen. Ook de bovenste kauwspier reikt ver naar voren.
  - Tot dit type behoren de leden van de superfamilie Muroidea. De slaapmuizen (Gliridae) hebben, op het hystricomorfe geslacht Graphiurus na, een vergelijkbare kaakmorfologie, die "pseudo-myomorf" genoemd wordt.

Een ander belangrijk kenmerk is het punt waar de spier op de onderste kaak vastzit. Bij de Sciurognathi zit deze kaak vast aan een stuk van de kaak in lijn met de rest van die kaak, terwijl hij bij Hystricognathi iets naar binnen zit.
Over het algemeen zijn de hystricomorfe soorten ook hystricognath, terwijl de myomorfe en sciuromorfe vormen sciurognath zijn. Drie families, de springhazen (Pedetidae), Diatomyidae en de kamvingers (Ctenodactylidae), zijn echter hystricomorf maar sciurognath. Bij de springhazen, die meestal met de stekelstaarteekhoorns tot de Anomaluromorpha worden gerekend, is dit waarschijnlijk een voorbeeld van convergente evolutie, maar de kamvingers en Diatomyidae worden meestal met hun fossiele verwanten en de Hystricognathi in de onderorde Hystricomorpha geplaatst. Voor (vrijwel) dezelfde groep zijn ook de namen Entodacrya en Ctenohystrica in gebruik. De Hystricognathi wordt vaak ingedeeld in de Phiomorpha uit de Oude Wereld en de Caviomorpha of Caviida uit de Nieuwe Wereld, maar waarschijnlijk is de Phiomorpha geen geheel natuurlijke groep.
De volgende indeling is tegenwoordig het meest gebruikelijk. Hierin zijn geen fossiele vormen opgenomen, omdat de classificatie daarvan vaak onzeker is.
- Orde: Rodentia (Knaagdieren)
  - Onderorde: Anomaluromorpha (sciurognath)
    - 
      - 
        - 
          - Familie: Anomaluridae (Stekelstaarteekhoorns) (sciuromorf)
          -  Familie: Pedetidae (Springhazen) (hystricomorf)

  - Onderorde: Castorimorpha (sciuromorf)
    - 
      - Superfamilie: Castoroidea
        - 
          -  Familie: Castoridae (Beverachtigen)

      -  Superfamilie: Geomyoidea (sciuromorf)
        - 
          - Familie: Geomyidae (Goffers)
          -  Familie: Heteromyidae (Wangzakmuizen)

  - Onderorde: Hystricomorpha (hystricomorf)
    - Infraorde: incertae sedis
      - 
        - 
          - Familie: Ctenodactylidae (Kamvingers) (sciurognath)
          -  Familie: Diatomyidae (sciurognath)

    -  Infraorde: Hystricognathi (hystricognath)
      - 
        - 
          - Familie: Abrocomidae (Chinchillaratten)
          - Familie: Bathyergidae (Molratten)
          - Familie: Capromyidae (Hutia's)
          - Familie: Caviidae (Cavia-achtigen)
          - Familie: Chinchillidae (Wolmuizen)
          - Familie: Ctenomyidae (Kamratten)
          - Familie: Cuniculidae (Paca's)
          - Familie: Dasyproctidae (Agoeti's en acouchy's)
          - Familie: Dinomyidae (Pacarana's)
          - Familie: Echimyidae (Stekelratten)
          - Familie: Erethizontidae (Stekelvarkens van de Nieuwe Wereld)
          - Familie: Heptaxodontidae (Reuzenhutia's)
          - Familie: Hystricidae (Stekelvarkens van de Oude Wereld)
          - Familie: Myocastoridae (Beverratten)
          - Familie: Octodontidae (Schijnratten)
          - Familie: Petromuridae (Afrikaanse rotsratten)
          -  Familie: Thryonomyidae (Rietratten)

  - Onderorde: Myomorpha (sciurognath)
    - 
      - Superfamilie: Dipodoidea (hystricomorf)
        - 
          -  Familie: Dipodidae (Jerboa's)

      -  Superfamilie: Muroidea (myomorf)
        - Clade: incertae sedis
          - Familie: Platacanthomyidae (Dwergslaapmuizen)
          -  Familie: Spalacidae

        -  Clade: Eumuroida
          - Familie: Calomyscidae (Muishamsters)
          - Familie: Cricetidae
          - Familie: Muridae
          -  Familie: Nesomyidae

  -  Onderorde: Sciuromorpha (sciurognath)
    - 
      - 
        - 
          - Familie: Aplodontiidae (Stompstaarteekhoorns) (sciuromorf)
          - Familie: Gliridae (Slaapmuizen) (hystricomorf [geslacht Graphiurus]; "pseudo-myomorf" [andere geslachten])
          -  Familie: Sciuridae (Eekhoorns) (sciuromorf)

De volgende indeling, uit Classification of Mammals van McKenna & Bell, een standaardwerk voor de indeling van zoogdieren, wordt ook vaak gebruikt:
- Familie Alagomyidae †
- Familie Laredomyidae †
- Onderorde Sciuromorpha
  - Superfamilie Ischyromyoidea †
    - Familie Ischyromyidae †

  - Superfamilie Aplodontoidea (sic; de correcte spelling is "Aplodontioidea")
    - Familie Allomyidae †
    - Familie Aplodontidae (sic; de correcte spelling is "Aplodontiidae")
    - Familie Mylagaulidae †

  - Infraorde Theridomyomorpha †
    - Familie Theridomyidae †

  - Infraorde Sciurida
    - Familie Reithroparamyidae †
    - Familie Eekhoorns (Sciuridae)

  - Infraorde Castorimorpha
    - Familie Eutypomyidae †
    - Familie Beverachtigen (Castoridae)
    - Familie Rhizospalacidae †
- Onderorde Myomorpha
  - Familie Protoptychidae †
  - Infraorde Myodonta
    - Superfamilie Dipodoidea
      - Familie Armintomyidae †
      - Familie Jerboa's (Dipodidae)

    - Superfamilie Muroidea
      - Familie Simimyidae †
      - Familie Muridae (inclusief de Platacanthomyidae, Spalacidae, Calomyscidae, Nesomyidae en Cricetidae)

  - Infraorde Glirimorpha
    - Familie Myoxidae (sic; de naam Gliridae is correct volgens een opinie van de ICZN)

  - Infraorde Geomorpha
    - Superfamilie Eomyoidea †
      - Familie Eomyidae †

    - Superfamilie Geomyoidea
      - Familie Florentiamyidae †
      - Familie Geomyidae (inclusief de Heteromyidae)
- Onderorde Anomaluromorpha
  - Superfamilie Pedetoidea
    - Familie Springhazen (Pedetidae)
    - Familie Parapedetidae †

  - Superfamilie Anomaluroidea
    - Familie Zegdoumyidae †
    - Familie Stekelstaarteekhoorns (Anomaluridae)
- Onderorde Sciuravida
  - Familie Ivanantoniidae †
  - Familie Sciuravidae †
  - Familie Chapattimyidae †
  - Familie Cylindrodontidae †
  - Familie Goendi's (Ctenodactylidae)
- Onderorde Hystricognatha
  - Familie Tsaganomyidae †
  - Infraorde Hystricognathi
    - Familie Stekelvarkens van de Oude Wereld (Hystricidae)
    - Familie Stekelvarkens van de Nieuwe Wereld (Erethizontidae)
    - Familie Myophiomyidae †
    - Familie Diamantomyidae †
    - Familie Phiomyidae †
    - Familie Kenyamyidae †
    - Familie Afrikaanse rotsratten (Petromuridae)
    - Familie Rietratten (Thryonomyidae)
    - Parvorde Bathyergomorphi
      - Familie Bathyergidae
      - Familie Bathyergoididae †

    - Parvorde Caviida
      - Superfamilie Cavioidea
        - Familie Paca's (Agoutidae) (sic; de naam Gliridae is correct volgens een opinie van de ICZN; inclusief de Dasyproctidae)
        - Familie Eocardiidae †
        - Familie Pacarana's (Dinomyidae)
        - Familie Cavia-achtigen (Caviidae)
        - Familie Capibara's (Hydrochoeridae)

      - Superfamilie Octodontoidea
        - Familie Schijnratten (Octodontidae) (inclusief de Ctenomyidae)
        - Familie Stekelratten (Echimyidae) (inclusief de Myocastoridae)
        - Familie Hutia's (Capromyidae)
        - Familie Reuzenhutia's (Heptaxodontidae) †

      - Superfamilie Chinchilloidea
        - Familie Wolmuizen (Chinchillidae)
        - Familie Neoepiblemidae †
        - Familie Chinchillaratten (Abrocomidae)

Merk op dat konijnen en hazen niet tot de orde van knaagdieren behoren. Ze behoren tot de orde van haasachtigen (Lagomorpha), hoewel ze wel vrij nauw aan de knaagdieren verwant zijn. Spitsmuizen behoren eveneens niet tot de orde van de knaagdieren, maar tot de orde der insecteneters (Eulipotyphla).

## Galerij

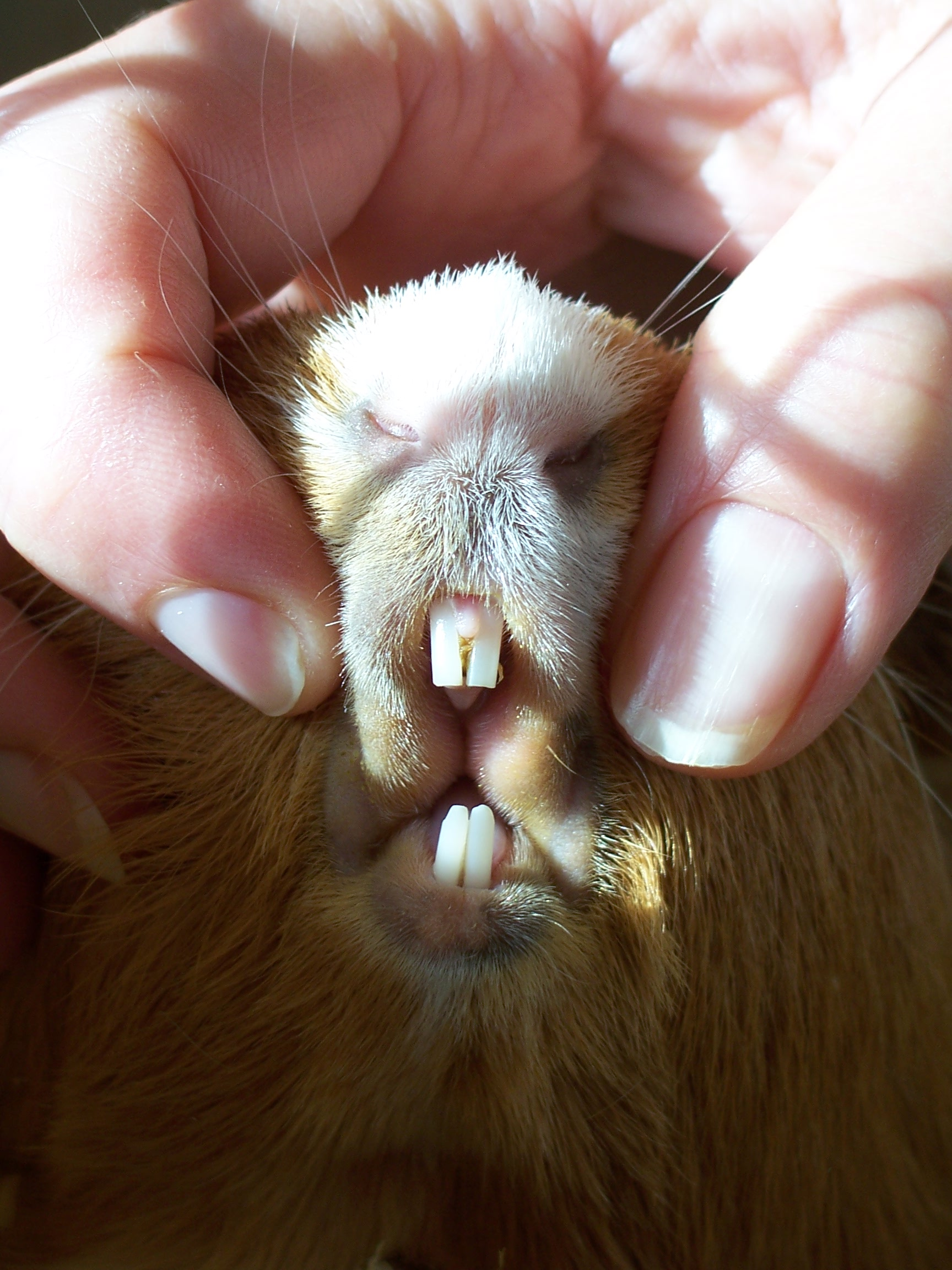
Het gebit van de Huiscavia (Cavia porcellus)
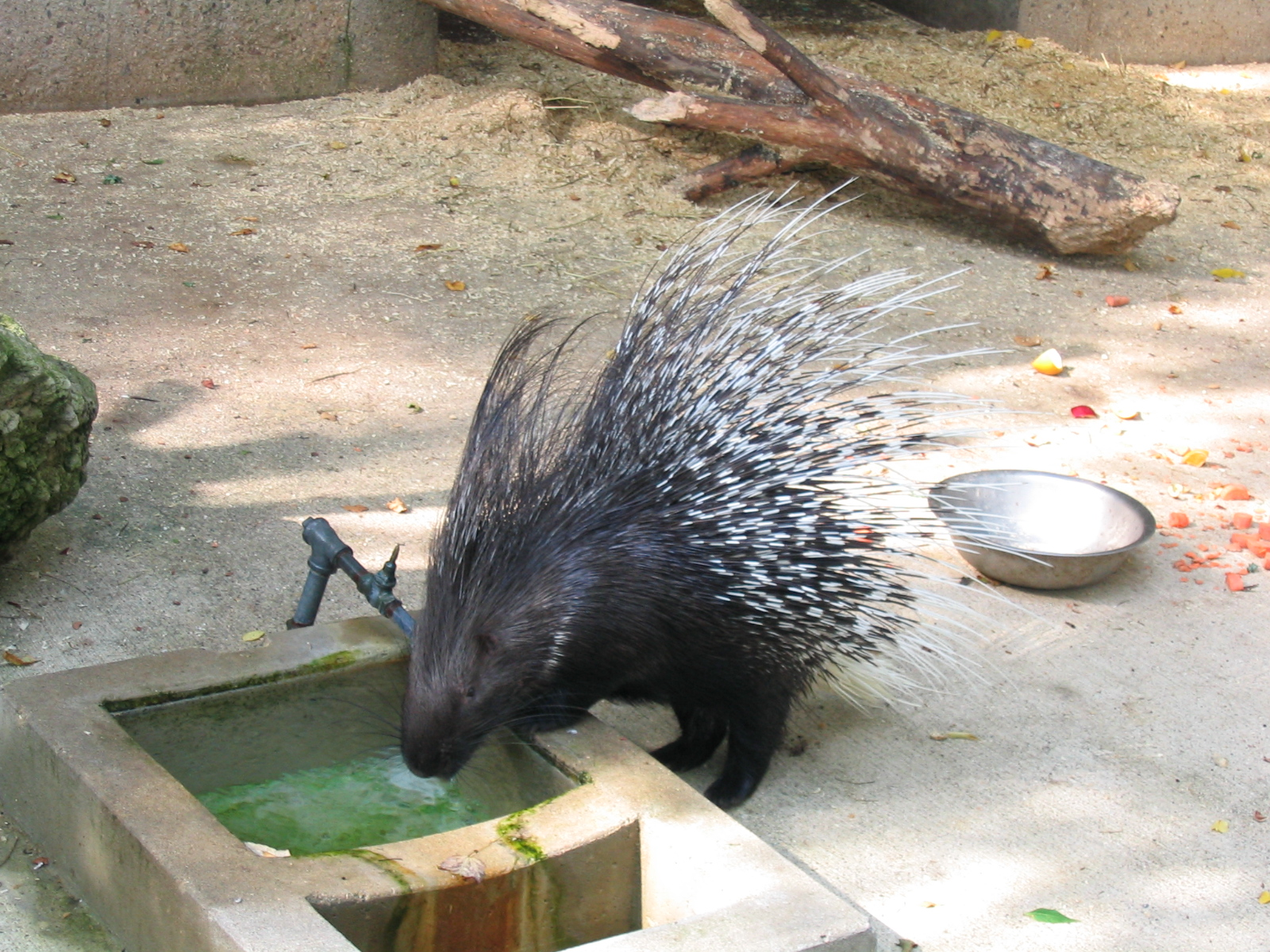
Gewoon stekelvarken (Hystrix cristata)
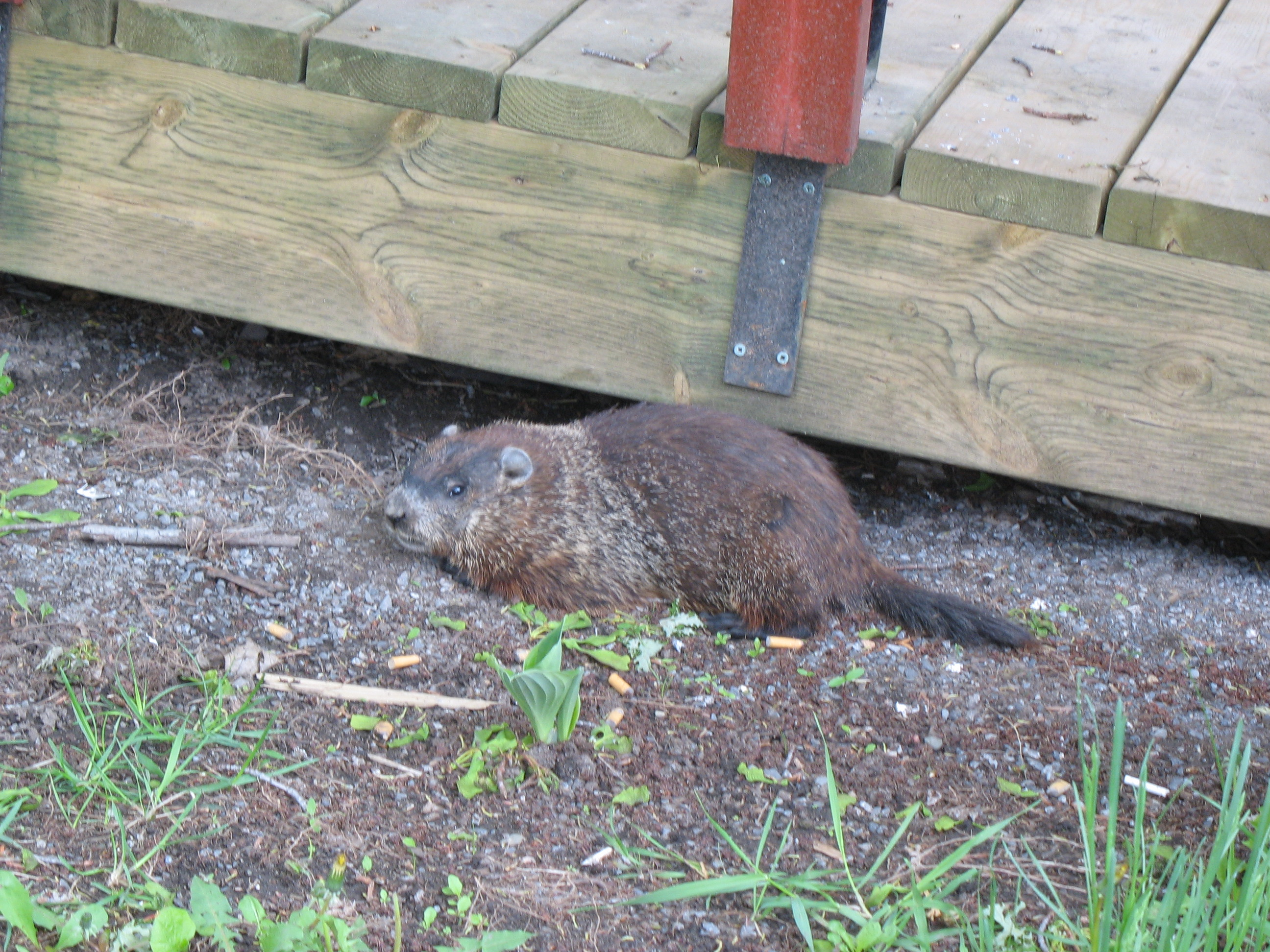
Prairiehond (Marmota monax)
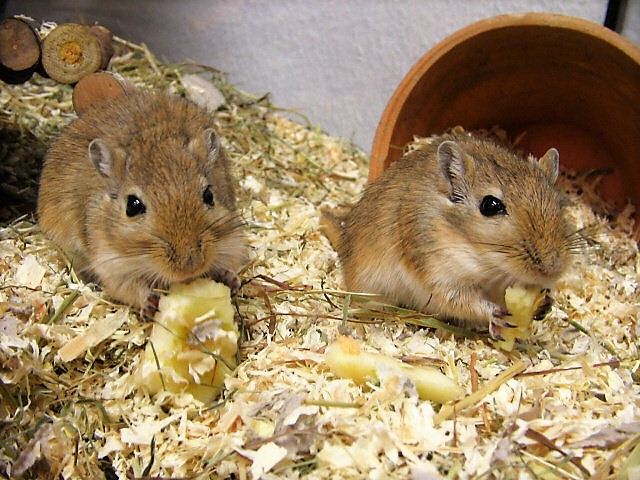
Mongoolse renmuis (Meriones unguiculatus)
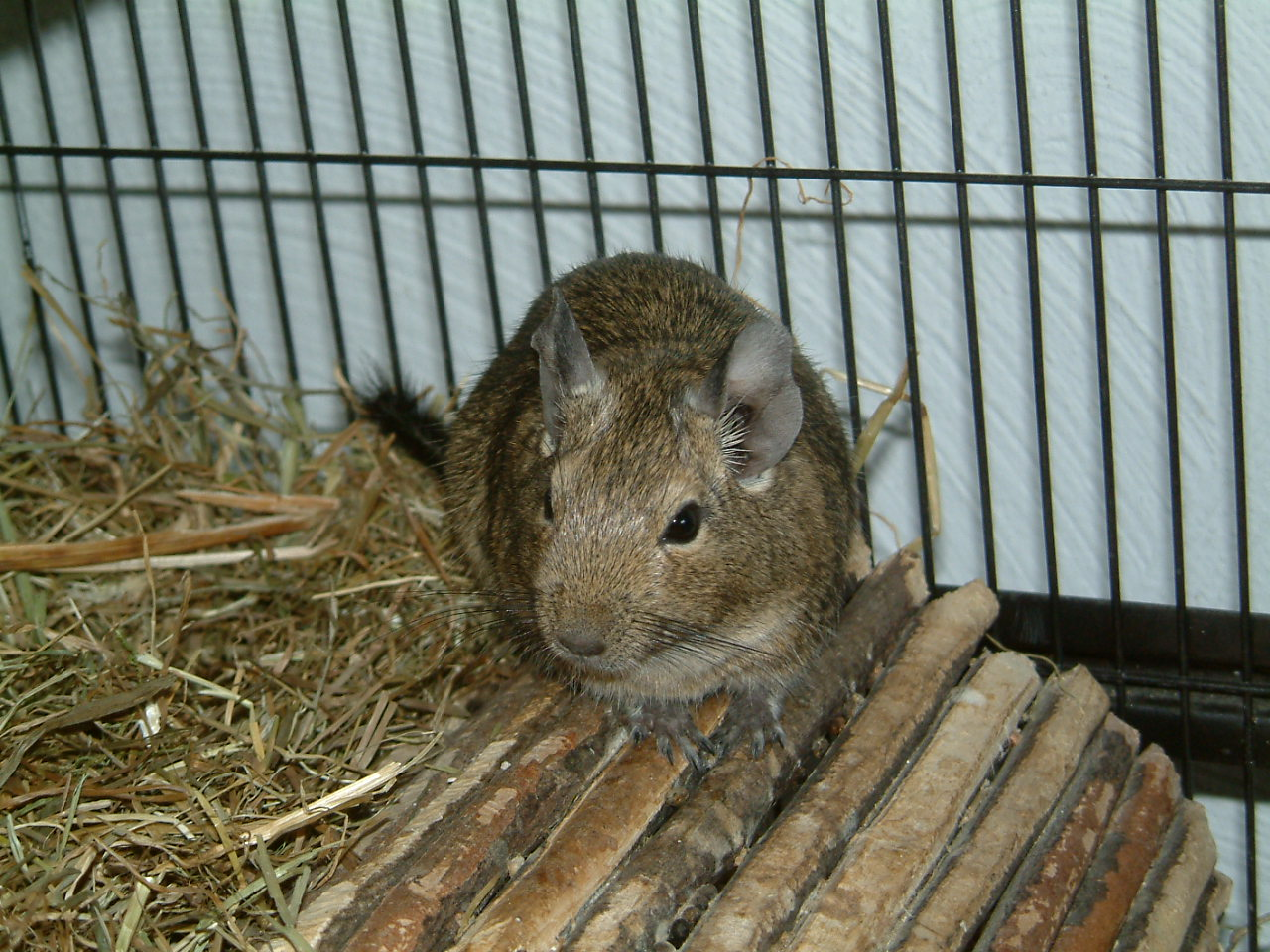
Degoe (Octodon degus)
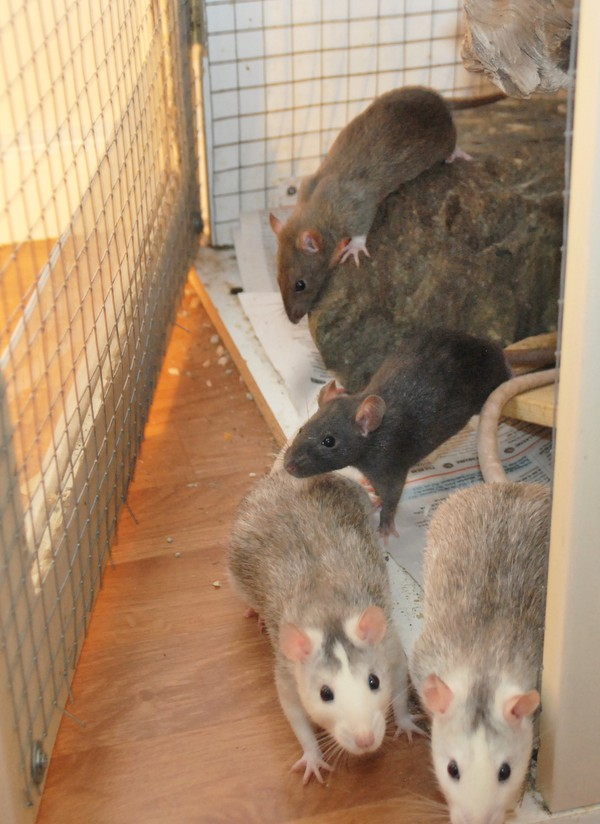
Tamme ratten als huisdier (Rattus norvegicus domestica)